# Frederick Patrick
Pour les articles homonymes, voir Patrick.
Frederick Murray Patrick, dit Muzz Patrick, (né le 28 juin 1916 à Victoria, en Colombie-Britannique, au Canada - mort le 27 juillet 1998 à Riverside aux États-Unis) est un joueur professionnel, entraîneur et dirigeant canadien de hockey sur glace. Il évoluait au poste de défenseur.

## Biographie
Fils de Lester Patrick et frère de Lynn, Muzz commence sa carrière professionnelle en 1934 avec les Crescents de New York-Hamilton dans la Eastern Hockey League. Au cours de la saison 1937-1938, il rejoint les Rangers de New York avec lesquels il remporte la Coupe Stanley en 1940. Il met fin à sa carrière de joueur en 1950. Après avoir occupé le double poste d'entraîneur joueur en 1947, il devient entraîneur des Rockets de Tacoma puis des Bombers de Seattle dans la Western Hockey League. En 1954, il devient entraîneur des Rangers de New York dont il devient en 1955 le directeur général, poste qu'il occupe pendant dix ans.

## Statistiques

### Joueur
| Saison     | Équipe                         | Ligue      |     | Saison régulière | Saison régulière | Saison régulière | Saison régulière | Saison régulière |   | Séries éliminatoires | Séries éliminatoires | Séries éliminatoires | Séries éliminatoires | Séries éliminatoires |
| Saison     | Équipe                         | Ligue      | PJ  | B                | A                | Pts              | Pun              | PJ               | B | A                    | Pts                  | Pun                  |                      |                      |
| 1933-1934  | Académie de Westmount          | High-QC    |     |                  |                  |                  |                  |                  |   |                      |                      |                      |                      |                      |
| 1934-1935  | Crescents de New York-Hamilton | EHL        | 21  | 3                | 3                | 6                | 16               | 6                | 2 | 3                    | 5                    | 9                    |                      |                      |
| 1935-1936  | Rovers de New York             | EHL        | 40  | 3                | 8                | 11               | 31               | 8                | 2 | 2                    | 4                    | 15                   |                      |                      |
| 1936-1937  | Ramblers de Philadelphie       | IAHL       | 50  | 2                | 11               | 13               | 75               | 6                | 0 | 1                    | 1                    | 2                    |                      |                      |
| 1937-1938  | Ramblers de Philadelphie       | IAHL       | 48  | 3                | 6                | 9                | 37               | 5                | 2 | 0                    | 2                    | 6                    |                      |                      |
| 1937-1938  | Rangers de New York            | LNH        | 1   | 0                | 2                | 2                | 0                | 3                | 0 | 0                    | 0                    | 2                    |                      |                      |
| 1938-1939  | Rangers de New York            | LNH        | 48  | 1                | 10               | 11               | 64               | 7                | 1 | 0                    | 1                    | 17                   |                      |                      |
| 1939-1940  | Rangers de New York            | LNH        | 46  | 2                | 4                | 6                | 44               | 12               | 3 | 0                    | 3                    | 13                   |                      |                      |
| 1940-1941  | Rangers de New York            | LNH        | 47  | 2                | 8                | 10               | 21               | 3                | 0 | 0                    | 0                    | 2                    |                      |                      |
| 1945-1946  | Rangers de New York            | LNH        | 24  | 0                | 2                | 2                | 4                |                  |   |                      |                      |                      |                      |                      |
| 1945-1946  | Reds de Providence             | LAH        | 2   | 0                | 1                | 1                | 0                |                  |   |                      |                      |                      |                      |                      |
| 1946-1947  | Saints de Saint Paul           | USHL       | 7   | 0                | 0                | 0                | 0                |                  |   |                      |                      |                      |                      |                      |
| 1947-1948  | Saints de Saint Paul           | USHL       |     |                  |                  |                  |                  |                  |   |                      |                      |                      |                      |                      |
| 1948-1949  | Rockets de Tacoma              | PCHL       |     |                  |                  |                  |                  |                  |   |                      |                      |                      |                      |                      |
| 1949-1950  | Rockets de Tacoma              | PCHL       | 8   | 0                | 0                | 0                | 12               |                  |   |                      |                      |                      |                      |                      |
| Totaux LNH | Totaux LNH                     | Totaux LNH | 166 | 5                | 26               | 31               | 133              | 25               | 4 | 0                    | 4                    | 34                   |                      |                      |

### Entraîneur
| Saison    | Équipe               | Ligue |    | PJ | V  | D  | N             |  | Séries éliminatoires |
| 1947-1948 | Saints de Saint Paul | USHL  | 66 | 30 | 30 | 6  | -             |  |                      |
| 1952-1953 | Rockets de Tacoma    | WHL   | 70 | 27 | 31 | 12 | -             |  |                      |
| 1953-1954 | Rangers de New York  | LNH   | 29 | 15 | 10 | 4  | Non qualifiés |  |                      |
| 1954-1955 | Rangers de New York  | LNH   | 70 | 17 | 35 | 18 | Non qualifiés |  |                      |
| 1962-1963 | Rangers de New York  | LNH   | 35 | 11 | 19 | 5  | -             |  |                      |